# Смычин
Смы́чин (укр. Смичин) — село,
Смычинский сельский совет,
Городнянский район,
Черниговская область,
Украина.
Код КОАТУУ — 7421487601. Население по переписи 2023 года составляло 406 человек .
Является административным центром Смычинского сельского совета, в который, кроме того, входят село 
Дибровное.

## Географическое положение
Село Смычин находится на правом берегу реки Крюкова,
выше по течению на расстоянии в 3,5 км расположено село Великий Листвен,
ниже по течению на расстоянии в 1 км расположено село Лашуки,
на противоположном берегу — село Дибровное.
Через село проходит автомобильная дорога Р-13.

## История
- 1753 год — дата основания (впрочем, это неверная дата, так как сохранились исповедные росписи смычинской церкви за 1745 год и переписная книга Смычина за 1666 год). По другим данным первое упоминание о селе Смычин относится к 1663 году [2].
- В 1943 году у села Смычин происходили ожесточенные бои.

## Объекты социальной сферы
- Школа I-III ст.
- Дом культуры.
- Фельдшерско-акушерский пункт.

## Достопримечательности
- Братская могила советских воинов.